# Polygala monspeliaca
Polygala monspeliaca är en jungfrulinsväxtart som beskrevs av Carl von Linné. Polygala monspeliaca ingår i släktet jungfrulinssläktet, och familjen jungfrulinsväxter. Inga underarter finns listade i Catalogue of Life.